# Helicella itala
Espèce
Statut de conservation UICN

 LC  : Préoccupation mineure
Helicella itala est une espèce d'escargots à coquille spiralée et plate de la famille des Hygromiidae.

## Liste des sous-espèces
Selon Catalogue of Life (20 mai 2018) :
- Helicella itala itala (Linnaeus, 1758)
- Helicella itala pampelonensis (A. Schmidt, 1856)